# Hautemorges
Hautemorges är en kommun i distriktet Morges i kantonen Vaud, Schweiz. Kommunen skapades den 1 juli 2021 genom sammanslagningen av de tidigare kommunerna Apples, Bussy-Chardonney, Cottens, Pampigny, Reverolle och Sévery. Hautemorges har 4 338 invånare (2023).